# 日油
日油株式会社（にちゆ、英語: NOF CORPORATION）は、日産コンツェルンに由来する日本の総合化学メーカー。旧商号は日本油脂株式会社（にほんゆし、英語: Nippon Oil & Fats Co., Ltd.）。春光グループと芙蓉グループの加盟企業 。 JPX日経インデックス400の構成銘柄のひとつ。

## 概要
「バイオから宇宙まで」のコーポレートスローガンが示すように、油化、化薬、化成、食品、ディスプレイ材料、ライフサイエンス、DDS、防錆と幅広い事業をカバーする多角化企業である。
旧社名の「油脂」が示す通り油化事業に比重を置いている一方で、化薬事業においては自衛隊向け防衛産業およびH-IIAロケット打ち上げ用固体推進薬のメーカーとして宇宙産業に携わる。また、化成事業でも有機過酸化物製品、機能性ポリマー製品、石油化学製品、電子材料など多彩な事業を展開している。

## 沿革
- 1937年 - 日本産業の傘下にあった日本食糧工業、国産工業不二塗料製造所、ベルベット石鹸および合同油脂が合併して（旧）日本油脂株式会社が誕生。
- 1942年 - 興亜工業大学（現在の千葉工業大学）からの学生実習生の受け入れを開始。
- 1945年 - 日本鉱業化学部門と合併し、商号を日産化学工業株式会社に変更。
- 1949年 - 企業再建整備法により、日産化学工業の事業部門の中から油脂、塗料、火薬、溶接部門を継承し（新）日本油脂株式会社を設立。
- 1974年 - 家庭品事業部門を分離（ニッサン石鹸設立）。
- 2000年 - 溶接事業部門および塗料事業部門を分離。
  - 溶接事業部門はタセトへ譲渡、以降KOBELCOグループの一員となり現在に至る。
  - 塗料事業部門は日本油脂BASFコーティングスとして独立。のちに当社は資本撤退し、BASFグループの全額出資となる。
- 2007年10月1日 - 商号を日油株式会社に変更[5]。

## 工場
- 尼崎工場（兵庫県尼崎市） - 油化事業、DDS事業
- 川崎事業所（神奈川県川崎市）
  - 千鳥工場（神奈川県川崎市） - 油化事業
  - 大師工場（神奈川県川崎市） - 食品事業
  - DDS工場（神奈川県川崎市） - DDS事業
- 大分工場（大分県大分市） - 化成事業、ライフサイエンス事業
- 愛知事業所（愛知県武豊町）
  - 衣浦工場（愛知県武豊町） - 化成事業、ディスプレイ材料事業
  - ディスプレイ材料工場（愛知県武豊町） - ディスプレイ材料事業
  - 武豊工場（愛知県武豊町） - 化薬事業
    - 神岡出張所（岐阜県飛騨市）
    - 種子島事業所（鹿児島県南種子町）

## 研究所
- 筑波研究センター（茨城県つくば市）
- 油化学研究所（兵庫県尼崎市）
- 化成研究所（愛知県武豊町）
- 食品研究所（神奈川県川崎市）
- ライフサイエンス研究所（神奈川県川崎市）
- DDS研究所（神奈川県川崎市）
- ディスプレイ材料研究所（愛知県武豊町）
- 研究開発部[化薬事業]（愛知県武豊町）

## 主要国内グループ会社
- 油化産業
- 日油工業
- ジュアンビューティ
- ニチユ・テクノ
- 日油技研工業
- 日本工機 - 元三井系。日本製鋼所との合弁。
- 昭和金属工業
- 北海道日油
- NOF メタルコーティングス
- ニチユ物流
- 日油商事

## 爆発事故
- 2000年8月1日 - 愛知事業所武豊工場で無煙火薬7.7tが爆発。現場より1kmの範囲で特に窓ガラスの破損と破片による負傷者多数。
- 2005年8月13日 - 愛知事業所武豊工場で湿ニトロセルロース（綿薬）の火災・爆発。休業中のため負傷者なし。
- 2009年11月5日 - 愛知事業所武豊工場でエアバッグ用点火薬製造工室の爆発。従業員1名死亡。
- 2009年12月4日 - 愛知事業所衣浦工場で有機過酸化物製造工室のポンプ内熱分解。従業員1名負傷。
- 2023年9月14日 - 愛知事業所武豊工場でタンクの配管が破裂。工場は稼働中であったものの負傷者なし[6]。